# Elecciones generales de Saba de 1991
Elecciones generales tuvieron lugar en Saba el 12 de abril de 1991. El resultado fue una victoria para el Movimiento Popular de las Islas de Barlovento, el cual ganó cuatro de los cinco escaños en el Consejo de la Isla.

## Resultados
| Partido                                       | Votos | %     | Escaños | +/– |
| --------------------------------------------- | ----- | ----- | ------- | --- |
| Movimiento Popular de las Islas de Barlovento | 437   | 71,99 | 4       | +2  |
| Movimiento Democrático Laborista de Saba      | 170   | 28,01 | 1       | -2  |
| Votos en blanco/nulos                         |       |       | –       | –   |
| Total                                         | 607   | 100   | 5       | 0   |
| Electores registrados/participación           |       |       | –       | –   |
| Fuente: Johnson                               |       |       |         |     |